# Valbandon
Valbandon je velká vesnice a přímořské letovisko v Chorvatsku v Istrijské župě, spadající pod opčinu Fažana. Nachází se asi 2 km severozápadně od Puly. V roce 2011 zde žilo 1 626 obyvatel.
Sousedními vesnicemi jsou Fažana a Galižana, sousedním městem Pula.